# 宣化区
宣化区是中国河北省张家口市下辖的一个市辖区。东南近临首都北京150公里，西连晋蒙。宣化城市传统葡萄园经联合国粮食及农业组织确定为全球重要农业文化遗产。區人民政府駐中山大街。

## 行政区划
宣化区下辖7个街道办事处、7个镇、7个乡：
天泰寺街道、皇城街道、南关街道、南大街街道、大北街街道、工业街街道、建国街街道、庞家堡镇、深井镇、崞村镇、洋河南镇、贾家营镇、顾家营镇、赵川镇、江家屯镇、河子西镇、侯家庙镇、春光乡、李家堡乡、王家湾乡和塔儿村乡。

## 历史

### 近代
1913年（民国2年），废宣化府，存宣化县，属直隶省口北道。宣化市为宣化县治所。
1929年（民国18年），废道，宣化县直属察哈尔省。日伪盘据时期，宣化县初属伪察南自治区。
1939年，日伪建蒙疆联合自治政府，设察南政厅领辖宣化县。
1943年复改置伪宣化省，宣化县为伪宣化省省会。此段时期宣化市仍为宣化县治所。
1945年9月，宣化首次解放。1946年1月，市、县分设，置宣化县城区及近效为宣化市，并为察哈尔省省会。同年10月，國民政府收復宣化，仍單置宣化縣。
1948年12月，宣化二次解放，仍市、县分置。宣化市辖现宣化市及庞家堡和下花园，属察哈尔省。

### 现代
1949年10月至1950年1月，宣化市曾改为察南专属宣化镇。
1950年2月仍恢复市建制，并于1952年底改隶河北省。
1955年11月，撤销宣化市，置宣化城区为宣化镇，属张家口市。
1958年11月，宣化县、镇合并。1959年6月，改合并后的宣化镇为宣化区，仍属张家口市。
1960年7月，撤宣化区，改置宣化市，属张家口地区，由张家口市代管。
1961年6月，恢复宣化县建制，仍市、县分设。
1963年3月，复改宣化市为宣化区，属张家口市。
2016年，原宣化县撤销，并入宣化区。
2021年12月，宣化区撤销河子西乡，设立河子西镇；撤销侯家庙乡，设立侯家庙镇。

## 人口
2020年，宣化區常住人口542358人，其中，城鎮人口408776人，鄉村人口133582人，城鎮化率達75.37%。

## 交通
- 110国道、 207国道过境。
- 京包铁路、宣庞铁路、宣烟铁路：宣化站

## 名胜古迹
宣化古城